# Тукулан (река)
Тукулан (Тукалан, Тукалаан) — река в России, протекает по территории Эвенкийского района. Исток находится на восточных склонах плато Путорана, к северу от озера Большой Джаргалах, на высоте более 527 м над уровнем моря. Основное направление течения реки — на восток. Впадает слева в Котуй на расстоянии 799 км от его устья, выше впадения в Котуй реки Аганыли, почти напротив озера Егин. Перед устьем ширина реки достигает 80 м, а глубина — 3,7 м. Длина реки составляет 270 км. Площадь водосборного бассейна — 8160 км². В верховьях меандрирует.

## Основные притоки
(Слева указано расстояние от устья, справа — длина).
- 8,6 км: Чокурдах (лв) — 27 км.
- 17 км: Ырас-Юрях (лв) — 22 км.
- 52 км: Алысардах (лв) — 24 км.
- 58 км: Тас-Юрях (пр) — 72 км.
- 70 км: Кулинда-Сиенэ (пр) — 38 км.
- 79 км: Мэнгкэкэ-Сиенэ (лв) — 31 км.
- 86 км: Джаргалах (пр) — 60 км.
- 112 км: Сумна (пр) — 135 км.
- 126 км: Тюэкей (пр) — 76 км.
- 142 км: Ефрем-Пастах (лв) — 21 км.
- 155 км: Киенг-Юрях (лв) — 21 км.
- 188 км: Хэрпуки (лв) — 41 км.
- 223 км: Чомурурдах (лв) — 28 км.
- 245 км: Балаганнах (пр) — 21 км.

## Данные водного реестра
По данным государственного водного реестра России и геоинформационной системы водохозяйственного районирования территории РФ, подготовленной Федеральным агентством водных ресурсов:
- Бассейновый округ — Енисейский.
- Речной бассейн — Хатанга.
- Речной подбассейн — Котуй.
- Водохозяйственный участок — Котуй.
- Код водного объекта — 17040200112117600014444.